# Bematistes persanguinea
Bematistes persanguinea är en fjärilsart som beskrevs av Hans Rebel 1914. Bematistes persanguinea ingår i släktet Bematistes och familjen praktfjärilar. Inga underarter finns listade i Catalogue of Life.